# Base aérienne de Florennes
La base aérienne Jean Offenberg de Florennes est une base de la Force aérienne belge (rebaptisée Composante air par A.R. du 21 décembre 2001) située près de la ville de Florennes dans la Province de Namur.

## Historique

### Construction - Période allemande
Constatant une faille dans le système de défense aérienne de la Luftwaffe entre les aérodromes de Saint-Trond et de Laon-Athies, les Allemands entreprennent la construction de la Base militaire aérienne de Florennes en 1942. La base héberge d'abord le premier groupe de chasse de nuit de la quatrième Escadre (I./NJG4) de la Luftwaffe (Messerschmitt 110 et Junkers 88) commandé par le Gruppenkommandeur Hauptmann Wilhelm Herget, bientôt suivi du premier groupe de chasse de jour de la vingt-sixième escadre (I/JG26), (Focke-Wulf 190), emmené par le Hauptmann Karl Borris. À noter que le commandant de la JG 26 (Geschwaderkommodore) était le singulier Oberst Josef "Pips" Priller(qui devait porter des lunettes, chose rare chez un pilote).
Début septembre 1944, devant la progression des Alliés, les Allemands quittent la base pour se consacrer à la défense du Vaterland.

### Arrivée de l'USAF
Un premier Consolidated B-24 Liberator se pose le 11 septembre 1944. Il sera suivi du 422e Squadron de chasse de nuit, monté sur Northrop P-61 Black Widow, puis des 370th et 474th Fighter Groups (montés sur Lockheed P-38 Lightning).
Le 30 janvier 1945 arrivent les Republic P-47 Thunderbolt du 365th Fighter Group. Le 5 avril atterrissent les premiers Martin B-26 Marauder du 344th Bomber Group. Ce sera la dernière unité constituée US à quitter la base.

### Naissance d'une nouvelle base belge
Dès la fin des hostilités, la région hérite du vaste domaine et les questions quant à son futur sont nombreuses. Il sera finalement décidé d'en conserver l'affectation militaire. Après quelques commandants de terrain sans avions, le Maj Avi Raymond Lallemant DFC & Bar se voit confier la tâche ardue (en raison de l'état des lieux) d'y constituer une unité opérationnelle : le 161e Wing de l'Aviation Militaire.
À la fin octobre 1947, les deux escadrilles volantes (351 et 352) comprennent :
- un bimoteur Airspeed Oxford[10]
- deux North American T-6
- deux Spitfire XIV.

### La base de Florennes
Le 161e Wing est rebaptisé 2e Wing en 1948. Les 351e et 352e escadrilles deviennent respectivement les première (Chardon) et deuxième (Comète) escadrilles.
En septembre, le premier DH 82 Tiger Moth se pose. En octobre, il y a 17 Spitfires en état de vol.
Malheureusement, l'année se termine avec la première perte en vie humaine du Wing : le Sergent Guy Dechief , décédé des suites des blessures subies lors du crash de son Spitfire.
En 1949, l'Aviation Militaire devient la Force Aérienne. En 1950 est créée la 3e escadrille.
La base prend le nom de Jean Offenberg en 1956, as belge de la RAF mort en 1942.
En 2001, la 2e escadrille est dissoute. En 2009, la base est utilisée par le 2e Wing Tactique constitué des :
- 1re escadrille sur F-16 (opérations offensives conventionnelles et reconnaissance aérienne);
- 350e escadrille sur F-16 (défense aérienne).

Ainsi qu'une unité opérationnelle :
- le 80 UAV.

La base de Florennes accueille également :
- le Musée Spitfire,
- le Florennes Avia Golf Club (FAGC), club de golf créé en 1995 possédant un parcours 9 trous par 36 pour une longueur de 2 557 mètres,
- le BDA, Aéro-Club de la Défense (Belgian Defence Aero-club),

Du 1er août 1984 au 28 février 1989, la base abrite les 48 missiles BGM-109G Gryphon du 485th Tactical Missile Wing de l'USAF.
Depuis juin 2009, le Tactical Leadership Programme (en) (TLP), cours de haut niveau pour pilotes de chasse de l'OTAN, installé depuis avril 1989 dans une partie des infrastructures laissées libres par les Américains, a déménagé de la base aérienne de Florennes vers la base aérienne espagnole d'Albacete. On dénombre la perte d'une cinquantaine d'emplois.
Le premier des F-35A devant remplacer les F-16 belges doit arriver sur la base aérienne de Florennes en 2025 selon les prévisions d'avril 2019.
Le 19 septembre 2019, un F-16 provenant de la base et participant à un exercice s'écrase à proximité du village de Pluvigner.

## Situation
| \| 50 km1:2 420 000 \| Amougies Arlon Cerfontaine Haren Latour Namur Saint-Hubert Spa · La Sauvenière Verviers Anvers Ostende · Bruges Bruxelles Charleroi · Bruxelles-Sud Courtrai Liège Beauvechain Bertrix Brustem Chièvres Coxyde Florennes Kleine-Brogel Melsbroek Moorsele Schaffen Weelde Zutendaal Gossoncourt Grimbergen Aéroport Aérodrome civil Aérodrome militaire |
| 50 km1:2 420 000 |

## Télévision
- La base de Florennes est le théâtre (avec Bauvechain) des épisodes 1 et 2 de la troisième série télévisée Les Chevaliers du Ciel.